# Kjersti Døvigen
Kjersti Døvigen (Oslo, 27 de junio de 1943 – Bath, Inglaterra; 1 de febrero de 2021) fue una actriz noruega.

## Biografía
Nació el 27 de junio de 1943. Inició su carrera como actriz en la década de 1960 y obtuvo reconocimiento en su país por su aparición en la popular serie de televisión Offshore en la década de 1990. Activa en el teatro y el ballet de la Ópera de Noruega, en 1967 interpretó el papel de Claudine en el musical CanCan. Participó además en otras producciones para cine y televisión en su país como Elskere (1963), Douglas (1970), Lasse & Geir (1976) y Liv og død (1980).
Madre de la actriz Ulrikke Hansen Døvigen y esposa del empresario Halvor Astrup, falleció en Inglaterra el 1 de febrero de 2021 a los 77 años de edad.

## Filmografía destacada

### Cine y televisión
- Elskere (1963) - Guro
- Douglas (1970) - Kari
- The Last Fleksnes (1974) - Unni
- Lasse & Geir (1976) - Kjersti
- Bør Børson II (1976) - Ida Olsen
- Liv og død (1980) - Jennifer
- Offshore (1990) - Barbara Torgersen
- Helt perfekt (2011) - Beate